# STS-38
A STS-38 foi uma missão com um ônibus espacial pela NASA utilizando o Atlantis. Ela foi a trigésima-sétima missão a utilizar um ônibus espacial, e carregava uma carga para o Departamento de Defesa do Estados Unidos. Devido a isto, as informações sobre as atividades que foram realizadas durante a missão são classificadas como secretas. Este foi o sétimo voo do Atlantis.

## Tripulação
| Posição                  | Astronauta           |
| ------------------------ | -------------------- |
| Comandante               | Richard Covey        |
| Piloto                   | Frank Culbertson Jr. |
| Especialista de missão 1 | Robert Springer      |
| Especialista de missão 2 | Carl Meade           |
| Especialista de missão 3 | Charles Gemar        |

## Principais fatos

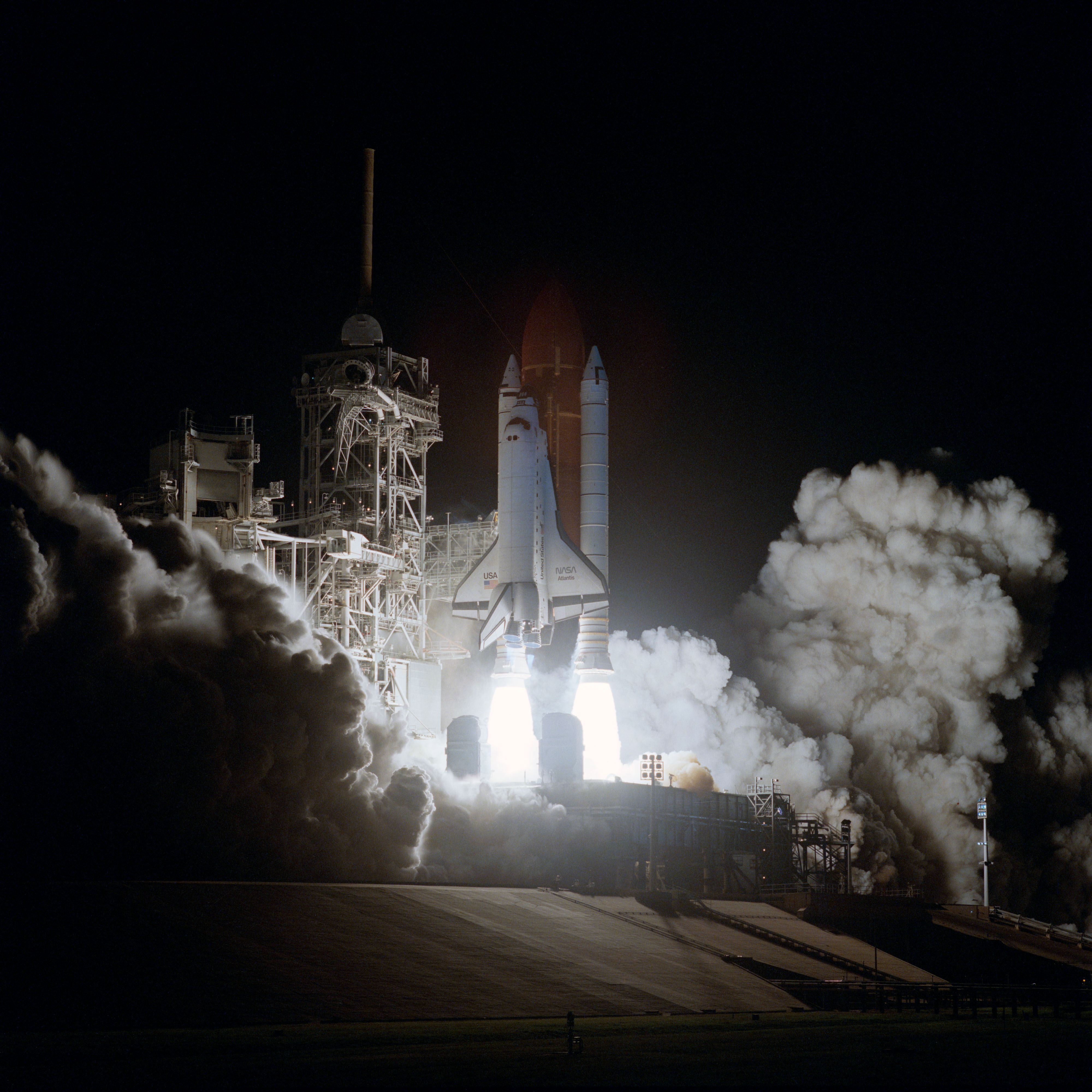
O lançamento da STS-38.

De acordo com a Aviation Week, a STS 38 lançou o satélite secreto Magnum ELINT (ELectronic INTtelligence) de obtenção de dados em uma órbita geossíncrona. Um modelo idêntico também havia sido lançado pela STS-51-C e STS-33. Ele foi lançado para monitorar os eventos durante a Guerra do Golfo em 1990. Também de acordo com a Aviation Week, o veículo entrou inicialmente em uma órbita de 204 km x 519 km com uma inclinação de 28,45° com relação ao equador. Então ele executou três queimas do OMS (sistema de manobra orbital), a última da órbita #4. A primeira queima foi para circularizar sua órbita em 519 km.
O satélite foi lançado na sétima órbita e então disparou seu foguete IUS no nó ascendente da oitava órbita, para colocá-lo em uma órbita geossíncrona de transferência. A carga classificada foi lançado com sucesso e levada até sua órbita operacional através do foguete do Estágio Superior Inercial (IUS) de acordo com um anúncio da Força Aérea.
O lançamento havia sido originalmente agendado para Julho de 1990. Entretanto, uma rachadura no tanque de hidrogênio líquido encontrada no Columbia durante a contagem regressiva da STS-35 levou a três testes de precaução com o Atlantis no local em 29 de Junho, 13 de Julho e 25 de Julho. Os testes confirmaram uma falha no lado externo do tanque no desconector umbilical de 17 polegadas (432 mm). Não foi possível repará-lo na base de lançamento e então o Atlantis foi levado de volta ao Edifício de Montagem de Veículos em 9 de Agosto, separado e transferido para o OPF. Durante a rolagem, o veículo ficou estacionado fora do Edifício de Montagem de Veículos por cerca de um dia enquanto o conjunto do COLUMBIA/STS-35 era transferido para a base para seu lançamento. No lado externo, o Atlantis sofreu pequenos danos nas suas placas devido ao granizo de uma tempestade.
Após os reparos feitos no in OPF, o Atlantis foi transferido para o Edifício de Montagem de Veículos para seu acoplamento em 2 de Outubro. Durante as operações de içamento, um componente da plataforma que deveria ter sido removido do compartimento posterior caiu e causou pequenos danos que foram reparados. O veículo foi levado ao Plataforma 39A em 12 de Outubro. O quarto teste de tanque foi realizado em 24 de Outubro, sem nenhuma entrada de oxigênio ou hidrogênio excessiva. Uma revisão de preparo para o voo adiou o lançamento que seria agora em 9 de Novembro para 15 de Novembro devido a problemas com a carga. O lançamento ocorreu durante um período classificado entre as 18h30 e 22h30 EST, em 15 de Novembro de 1990. O peso no lançamento foi classificado.
Após a entrada na orbita da Terra o tanque de combustível foi lançado a poucas milhas da atmosfera, sendo a primeira missão espacial a lançar o tanque em baixa gravidade.
A aterrissagem ocorreu em 20 de Novembro de 1990, às 16h42min42 EST, na Runway 33 do Kennedy Space Center, FL. A distância de rolagem foi de 9,032 pés (2 753 m). O tempo de rolagem foi de 57 segundos. A missão foi estendida em um dia devido a condições não aceitáveis de ventos cruzados no local de aterrissagem planejado o Base Aérea de Edwards. As condições adversas do tempo contínuas fizeram com que o local de aterrissagem fosse mudado para o Centro Espacial Kennedy. Esta foi a primeira aterrissagem do Atlantis no Centro Espacial Kennedy, e a primeira aterrissagem no final da missão no KSC desde Abril de 1985. O peso na aterrissagem foi de 191 091 lb (86 667 Kg).